# Teoria de Burmester

Mecanisme de quatre barres. En color verd, les dues manovelles (cadascuna amb una articulació fixa i una altra mòbil. En color blau, la biela que connecta les dues manovelles

La Teoria de Burmester és un conjunt de principis matemàtics que permeten generalitzar i descriure el comportament cinemàtic de diferents dispositius mecànics en el pla. Rep el nom del seu creador, el geòmetra alemany especialista en cinemàtica Ludwig Burmester (1840-1927).
Burmester va introduir tècniques geomètriques per a la síntesi del moviment dels mecanismes a la fi del segle xix. El seu enfocament era deduir directament les limitacions geomètriques del moviment dels vincles flotants des del punt de vista pràctic dels inventors. Mitjançant aquest enfocament, un mecanisme de quatre barres es defineix com un enllaç flotant amb dos punts determinats obligats a moure's segons dues circumferències.
El seu procediment parteix d'un conjunt de configuracions geomètriques (sovint anomenades posicions de treball) del moviment de cada enllaç flotant, com una sèrie d'instantànies del seu desplaçament obligat en el dispositiu analitzat. El disseny d'una biela que vinculi les dues manovelles es converteix ara en la cerca d'un punt a l'enllaç flotant que en cadascuna de les posicions de síntesi de la seva trajectòria se situï sobre un cercle. La dimensió de la manovella és la distància des del punt a l'enllaç flotant, anomenat punt circular, amb el centre del cercle sobre el qual es desplaça, denominat punt central. Dues manovelles dissenyades d'aquesta manera formen amb la biela l'enllaç de quatre barres buscat.
Aquesta formulació de la síntesi matemàtica d'un mecanisme de quatre barres i la solució a les equacions resultants es coneix com la Teoria de Burmester. L'enfocament ha estat generalitzat posteriorment per a la síntesi de mecanismes esfèrics i espacials més complexos.

## Síntesi finita de posicions

### Formulació geomètrica
La Teoria de Burmester busca punts en un cos que es mouen en trajectòries que es troben en una circumferència, anomenats punts circulars. El dissenyador aproxima el moviment desitjat del mecanisme mitjançant un nombre finit de posicions de treball, Burmester va demostrar que existeixen almenys cinc punts de treball que a més són circulars. Trobar aquests punts requereix resoldre cinc equacions de segon grau amb cinc incògnites, la qual cosa li va portar a utilitzar les tècniques de la geometria descriptiva. Les construccions gràfiques de Burmester encara apareixen avui dia en els llibres de text sobre teoria de màquines.

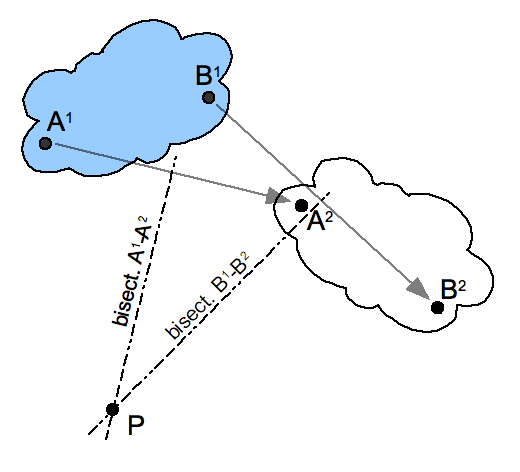
P és el pol del desplaçament des de A¹B¹ fins a A²B²

Dues posicions: Com a exemple, considerar una tasca definida per dues posicions de la peça d'enllaç (representades per les dues siluetes amb forma de núvol que apareixen en la figura). Seleccionar dos punts A i B en la peça, les posicions dels quals defineixen els segments A¹B¹ i A²B². És fàcil veure que A és un punt circular amb un centre situat en la mediatriu del segment A¹A². De la mateixa manera, B és un punt circular amb un centre situat en la mediatriu de B¹B². És immediat deduir que es poden construir diferents mecanismes de quatre barres capaços de moure la figura entre les dues posicions especificades, situant en un punt qualsevol de la mediatriu del segment A¹A² la ròtula fixa de la manovella que s'articuli en A, i en la mediatriu de B¹B² la ròtula fixa de la manovella que s'articuli en B. El punt P és clarament especial, ja que és una frontissa que permet el moviment de rotació pur des d'A¹B¹ fins a A²B². S'anomena el pol de desplaçament relatiu.
Tres posicions: Si el dissenyador especifica tres posicions de treball, llavors els punts A i B del cos són punts circulars cadascun amb un únic punt central. El punt central per a A és el centre del cercle que passa a través de les seves tres posicions: A¹, A² i A³. De la mateixa manera, el punt central per a B és el centre del cercle que passa per B¹, B² i B³. Llavors, per a tres posicions de treball, s'obté una articulació de quatre barres per cada parella de punts A i B triats com a articulacions en moviment.
Quatre posicions: La solució gràfica per al problema de síntesi es torna més interessant en el cas de quatre posicions de treball, perquè no tots els punts del cos són punts circulars. Quatre posicions de treball produeixen sis pols de desplaçament relatiu, i Burmester en seleccionava quatre per formar un quadrilàter de pols oposats, que després utilitzava per generar gràficament les corbes de punts circulars (Kreispunktcurven). Burmester també va demostrar que la corba de punts circulars és una corba cúbica circular en el cos en moviment.
Cinc posicions: Per solucionar el cas de cinc posicions de treball, Burmester troba la intersecció de la corba del punt circular generat pel quadrilàter de pols oposats d'un conjunt de quatre de les cinc posicions de treball, amb la corba del punt circular generada pel quadrilàter de pols oposats d'un conjunt diferent de quatre posicions de treball. Cinc posicions impliquen deu pols de desplaçament relatiu, que produeixen quatre diferents quadrilàters de pols oposats, cadascun amb la seva pròpia corba del punt circular. Burmester va demostrar que aquestes corbes es creuen en un màxim de quatre punts, anomenats punts de Burmester, cadascun dels quals traça cinc punts en un cercle al voltant d'un punt central. A causa que dos punts girant defineixen un mecanisme de quatre barres, aquests quatre punts poden produir fins a sis connexions de quatre barres que moguin el cos a través de les cinc posicions de treball especificades.

### Formulació algebraica
L'enfocament de Burmester a la síntesi d'un mecanisme de quatre barres es pot formular matemàticament mitjançant la introducció de transformacions de coordenades [Ti] = [Ai, Di]= 1, ..., 5, on [A] és una matriu de rotació de 2x2 i d és un vector de translació 2x1, que defineix les posicions de treball d'un bastidor mòbil M especificades pel dissenyador.
L'objectiu del procediment de síntesi consisteix a calcular les coordenades w = (wx, wy) d'una articulació en moviment unida al bastidor mòbil M i les coordenades d'un pivot fix G = (u, v) en el marc fix F, que tenen la propietat que w es desplaça en un cercle de radi R al voltant de G. La trajectòria de w es defineix per les cinc posicions de treball, tals com
{\displaystyle \mathbf {W} ^{i}=[T_{i}]\mathbf {w} =[A_{i}]\mathbf {w} +\mathbf {d} _{i},\quad i=1,\ldots ,5.}
llavors, les coordenades W i G han de satisfer les cinc equacions,
{\displaystyle (\mathbf {W} ^{i}-\mathbf {G} )\cdot (\mathbf {W} ^{i}-\mathbf {G} )=R^{2},\quad i=1,\ldots ,5.}
S'elimina el radi desconegut R restant la primera equació de la resta per obtenir les quatre equacions de segon grau amb quatre incògnites,
{\displaystyle (\mathbf {W} ^{i}-\mathbf {G} )\cdot (\mathbf {W} ^{i}-\mathbf {G} )-(\mathbf {W} ^{1}-\mathbf {G} )\cdot (\mathbf {W} ^{1}-\mathbf {G} )=0,\quad i=2,\ldots ,5.}
Aquestes equacions de síntesi poden resoldre's numèricament per obtenir les coordenades w = (wx, wy) i G = (u, v) que localitzen les articulacions fixes i en moviment d'una manovella, que pot ser utilitzada com a part d'una articulació de quatre barres. Burmester va provar que són com a màxim quatre manovelles, que es poden combinar per produir com a màxim sis vincles de quatre barres capaces de guiar el bastidor mòbil a través de les cinc posicions de treball especificades.
És útil observar que les equacions de síntesis poden ser manipulades en la forma
{\displaystyle (\mathbf {W} ^{i}-\mathbf {W} ^{1})\cdot ({\frac {\mathbf {W} ^{i}+\mathbf {W} ^{1}}{2}}-\mathbf {G} )=0,\quad i=2,\ldots ,5,}
el que és l'equivalent algebraic de la condició que l'articulació fixa G es troba en les mediatrius de cadascun dels quatre segments Wi - W¹, i = 2, ...; 5.

## Síntesi d'entrada-sortida
Una de les aplicacions més comunes d'un mecanisme de quatre barres pren la forma d'una vareta que connecta dues manovelles, de manera que la rotació de la primera manovella acciona la rotació de la segona. Les manovelles estan articulades a un bastidor fix, i reben el nom de manovella d'entrada i manovella de sortida, i la biela de connexió és denominada "enllaç". L'enfocament de Burmester per al disseny d'una articulació de quatre barres es pot utilitzar per obtenir les dimensions d'una biela que lligui cinc angles especificats de la manovella d'entrada amb cinc angles especificats de la manovella de sortida.
Per analitzar el problema, s'anomenen θi, i = 1, ..., 5 les posicions angulars de la manovella d'entrada, i ψi, i = 1, ..., 5 els angles corresponents de la manovella de sortida. Per simplificar el càlcul, l'articulació fixa de la manovella d'entrada se situa en l'origen de coordenades del bastidor fix, O = (0, 0), i se situa l'articulació fixa de la manovella de sortida en C = (cx, cy), d'acord amb les especificacions del dissenyador. Les incògnites en aquesta síntesi de problemes són les coordenades g = (gx, gy) de l'articulació mòbil de la manovella d'entrada i les coordenades w = (wx, wy) de la unió de la manovella de sortida amb la biela, mesurades en els seus marcs de referència respectivament.
Mentre les coordenades de w i g no es coneixen, les seves trajectòries en el marc fix estan donades per
{\displaystyle \mathbf {G} ^{i}=[A(\theta _{i})]\mathbf {g} ,\quad \mathbf {W} ^{i}=[A(\psi _{i})]\mathbf {w} +\mathbf {C} ,\quad i=1,\ldots ,5,}
on [A(•)] indica la rotació per l'angle donat.
Les coordenades de w i g han de satisfer les cinc equacions de restricció,
{\displaystyle (\mathbf {W} ^{i}-\mathbf {G} ^{i})\cdot (\mathbf {W} ^{i}-\mathbf {G} ^{i})=R^{2},\quad i=1,\ldots ,5.}
S'elimina la longitud desconeguda de la biela R restant la primera equació de la resta per obtenir les quatre equacions de segon grau amb quatre incògnites
{\displaystyle (\mathbf {W} ^{i}-\mathbf {G} ^{i})\cdot (\mathbf {W} ^{i}-\mathbf {G} ^{i})-(\mathbf {W} ^{1}-\mathbf {G} ^{1})\cdot (\mathbf {W} ^{1}-\mathbf {G} ^{1})=0,\quad i=2,\ldots ,5.}
Aquestes equacions de síntesi es poden resoldre numèricament per obtenir les coordenades w = (wx, wy) i g = (gx, gy) que localitzen la posició de les articulacions del mecanisme de quatre barres.
Aquesta formulació de la síntesi d'entrada-sortida d'un mecanisme de quatre barres és una inversió de la síntesi de posicions finites, on el moviment de la manovella de sortida en relació amb la manovella d'entrada és especificada pel dissenyador. Des d'aquest punt de vista, l'enllaç OC en planta és una manovella que satisfà les posicions finites especificades del moviment de la manovella de sortida en relació amb la manovella d'entrada, i amb els seus resultats Burmester va demostrar l'existència d'almenys una biela d'enllaç. Encara més, els resultats de Burmester demostren que pot haver-hi tres configuracions que proporcionen la relació desitjada d'entrada-sortida.